# 长江镇 (仁化县)
长江镇，是中华人民共和国广东省韶关市仁化县下辖的一个乡镇级行政单位。

## 行政区划
长江镇下辖以下地区：
长江社区、锦江村、沙坪村、莲河村、木溪村、高洞村、芭蕉垅村、河田村、塘洞村、陈欧村、石是村、浒松村、里周村、油洞村、学堂村、凌溪村和冷饭坑村。